# DAX (рэпер)
Даниел Нвосу-младший (англ. Daniel Nwosu Jr.; род. 22 марта 1994, Сент-Джонс, Ньюфаундленд и Лабрадор, Канада), более известный под сценическим псевдонимом Dax — нигерийско-канадский рэпер и автор-исполнитель.

## Ранняя жизнь
Dax родился в Оттаве, Онтарио, 22 марта 1994 года в семье нигерийцев. Он был баскетболистом в колледже Sunrise Christian Academy, где его называли «Самым ценным игроком» в его выпускном сезоне. Затем он играл за колледж Каспера, после чего перешёл в университет Монтаны, а затем в ньюменский университет. Во время учёбы в ньюменском университете подрабатывал уборщиком.

## Карьера
Подрастая, Нвосу планировал стать профессиональным баскетболистом и поэтом. Он был вдохновлён такими рэперами, как Тупак Шакур, The Notorious B.I.G., Эминем и DMX.Первая небольшая волна популярности пришла к нему после выхода его трека «Hilly Hilly Hilly Clinton…» в 2016 году. Dax «влюбился» в рэп и в 2017 году выпустил свой первый сингл «Cash Me Outside», который стал вирусным после премьеры официального клипа на его песню на YouTube. Он также известен своими ремиксами популярных хип-хоп-песен «Hit ’Em Up», «All Eyez On Me», «Changes» «Rap God», «Killshot» и многих других. Его самые успешные синглы «JOKER», «Cash Me Outside», «Your Worth It» и «Dear God».
Dax выпустил сингл «Dear God» 13 марта 2019 года, который стал вирусным, возглавил чарты и получил большое признания. 12 марта 2020 года он выпустил мини-альбом под названием I’ll Say It For You. Мини-альбом состоит из семи треков и был спродюсирован Lex Nour, Tyler, Encore Beats и Daniel Hirvikoski.

## Конфликты

### KSI
18 ноября 2018 года KSI появился в программе «What’s Good? Podcast», где он звонил различным интернет-рэперам. В интервью KSI сказал, что и Quadeca, и Dax были хуже него в рэпе. 23 ноября 2018 года Quadeca опубликовал дисс-трек на него под названием «Insecure». Вскоре после этого Dax также ответил диссом, который является ремиксом дисса Эминема на Machine Gun Kelly «Killshot». Затем KSI отреагировали на трек Dax и Quadeca, выпустив свой дисс под названием «Ares».
KSI вызвал Dax на частный боксёрский поединок, на который Даниел согласился, но неоднократно откладывал его. Позже он появился на дисс-треке Deji на KSI под названием «Unforgivable».

### Tory Lanez
24 января 2019 года Tory Lanez заявил в твиттере, что он «лучший рэпер из ныне живущих». В ответ Dax опубликовал на YouTube видео с дисс-треком на Tory под названием «I’m Not Joyner Or Don Q». В ответ Lanez опубликовал в Instagram видео, в котором он заставил Dax извиниться за дисс. Dax рассказал о ситуации в интервью DJ Akademiks, Impulsive и No Jumper, сказав, что извинения были правильным поступком, потому что ему угрожали, и он не хотел, чтобы началась драка.

## Дискография

### Студийные альбомы
| Название              | Детали                                                                                               |
| --------------------- | --- |
| Pain Paints Paintings | - Релиз: 15 октября 2021 - Лейбл: Living Legends Entertainment - Формат: цифровая загрузка, стриминг |

### Мини-альбомы
| Название            | Детали |
| ------------------- | --- |
| It’s Different Now  | - Релиз: 22 августа 2018 - Лейбл: Daniel Dax Entertainment - Формат: CD, цифровая загрузка, стриминг         |
| I’ll Say It For You | - Релиз: 13 марта 2020 - Лейбл: Living Legends Entertainment, RBC, BMG - Формат: Цифровая загрузка, стриминг |

### Микстейпы
| Название                                    | Детали                                                                  |
| ------------------------------------------- | ----------------------------------------------------------------------- |
| 2Pac Reincarnation Volume 2: As Told By Dax | - Релиз: 15 января 2018 - Лейбл: Вне лейбла - Формат: Цифровая загрузка |

### Синглы

#### В качестве ведущего исполнителя
| Название                                                | Год  | Высшая позиция в чартах | Высшая позиция в чартах | Высшая позиция в чартах | Сертификации                        | Альбом                |
| Название                                                | Год  | US Bub.                 | US Cou.                 | US R&B/HH               | Сертификации                        | Альбом                |
| ------------------------------------------------------- | ---- | ----------------------- | ----------------------- | ----------------------- | ----------------------------------- | --------------------- |
| «Be Your Fucking Self»                                  | 2017 | —                       | —                       | —                       |                                     | внеальбомные синглы   |
| «Self Proclamined»                                      | 2017 | —                       | —                       | —                       |                                     | внеальбомные синглы   |
| «Snapchat»                                              | 2017 | —                       | —                       | —                       |                                     | внеальбомные синглы   |
| «I Want»                                                | 2017 | —                       | —                       | —                       |                                     | внеальбомные синглы   |
| «Plan B»                                                | 2018 | —                       | —                       | —                       |                                     | внеальбомные синглы   |
| «Don’t Wanna Die Today»                                 | 2018 | —                       | —                       | —                       |                                     | внеальбомные синглы   |
| «YourWorthIt.org» (совместно с Hopsin)                  | 2018 | —                       | —                       | —                       |                                     | внеальбомные синглы   |
| «No Respect» (при участии Futuristic)                   | 2018 | —                       | —                       | —                       |                                     | It’s Different Now    |
| «She Cheated Again»                                     | 2018 | —                       | —                       | —                       |                                     | внеальбомные синглы   |
| «Dear Black Santa»                                      | 2018 | —                       | —                       | —                       |                                     | внеальбомные синглы   |
| «You Should’ve Known» (совместно с Hopsin)              | 2019 | —                       | —                       | —                       |                                     | внеальбомные синглы   |
| «Self Proclamined 2»                                    | 2019 | —                       | —                       | —                       |                                     | внеальбомные синглы   |
| «My Last Words»                                         | 2019 | —                       | —                       | —                       |                                     | внеальбомные синглы   |
| «No Cappin»                                             | 2019 | —                       | —                       | —                       |                                     | It’s Different Now    |
| «All Night Long»                                        | 2019 | —                       | —                       | —                       |                                     | It’s Different Now    |
| «Did It First»                                          | 2019 | —                       | —                       | —                       |                                     | It’s Different Now    |
| «Wack Ass Rappers»                                      | 2019 | —                       | —                       | —                       |                                     | внеальбомные синглы   |
| «Did It First»                                          | 2019 | —                       | —                       | —                       |                                     | внеальбомные синглы   |
| «I Been That» (при участии Emiway Bantai)               | 2019 | —                       | —                       | —                       |                                     | внеальбомные синглы   |
| «Wack Ass Rappers 2»                                    | 2019 | —                       | —                       | —                       |                                     | внеальбомные синглы   |
| «Killshot 2»                                            | 2019 | —                       | —                       | —                       |                                     | внеальбомные синглы   |
| «Dear God»                                              | 2019 | —                       | —                       | —                       |                                     | I’ll Say It For You   |
| «Self Proclaimed 3»                                     | 2019 | —                       | —                       | —                       |                                     | внеальбомные синглы   |
| «Dear Santa»                                            | 2019 | —                       | —                       | —                       |                                     | внеальбомные синглы   |
| «Book Of Revelations»                                   | 2020 | —                       | —                       | —                       |                                     | I’ll Say It For You   |
| «Godzilla remix»                                        | 2020 | —                       | —                       | —                       |                                     | внеальбомные синглы   |
| «Joker»                                                 | 2020 | —                       | —                       | —                       |                                     | внеальбомные синглы   |
| «Black Lives Matter»                                    | 2020 | —                       | —                       | —                       |                                     | внеальбомные синглы   |
| «Faster» (при участии Tech N9ne)                        | 2020 | —                       | —                       | —                       |                                     | внеальбомные синглы   |
| «Gotham»                                                | 2020 | —                       | —                       | —                       |                                     | внеальбомные синглы   |
| «Joker Returns»                                         | 2020 | —                       | —                       | —                       |                                     | внеальбомные синглы   |
| «Grinch»                                                | 2020 | —                       | —                       | —                       |                                     | внеальбомные синглы   |
| «I Don’t Want Another Sorry» (при участии Trippie Redd) | 2020 | —                       | —                       | —                       |                                     | внеальбомные синглы   |
| «Coronavirus»                                           | 2020 | —                       | —                       | —                       |                                     | внеальбомные синглы   |
| «Killshot 3»                                            | 2021 | —                       | —                       | —                       |                                     | внеальбомные синглы   |
| «Self Proclaimed 4»                                     | 2021 | —                       | —                       | —                       |                                     | внеальбомные синглы   |
| «Apocalypse»                                            | 2021 | —                       | —                       | —                       |                                     | внеальбомные синглы   |
| «Dear Mom»                                              | 2021 | —                       | —                       | —                       |                                     | внеальбомные синглы   |
| «Rap Demi-God»                                          | 2021 | —                       | —                       | —                       |                                     | внеальбомные синглы   |
| «The Next Rap God»                                      | 2021 | —                       | —                       | —                       |                                     | внеальбомные синглы   |
| «The Next Rap God 2»                                    | 2021 | —                       | —                       | —                       |                                     | внеальбомные синглы   |
| «Why So Serious»                                        | 2021 | —                       | —                       | —                       |                                     | внеальбомные синглы   |
| «Propaganda» (при участии Том Макдональд)               | 2021 | —                       | —                       | —                       |                                     | Pain Paints Paintings |
| «40 Days 40 Nights» (при участии Nasty C)               | 2021 | —                       | —                       | —                       |                                     | Pain Paints Paintings |
| «Dear Alcohol»                                          | 2022 | 9                       | 28                      | —                       | - RIAA: платиновый - MC: платиновый | What Is Life?         |
| «Depression»                                            | 2022 | —                       | —                       | —                       |                                     | внеальбомный сингл    |
| «To Be a Man» (соло или при участии Дариуса Ракера)     | 2023 | 12                      | 32                      | —                       | - RIAA: золотой - MC: золотой       | What Is Life?         |
| «God’s Eyes»                                            | 2023 | —                       | —                       | —                       |                                     | What Is Life?         |
| «The Abyss»                                             | 2023 | —                       | —                       | —                       |                                     | What Is Life?         |
| «A Real Man»                                            | 2024 | —                       | —                       | —                       |                                     | внеальбомный сингл    |

#### В качестве приглашённого исполнителя
| Название                                                          | Год  | Альбом              |
| ----------------------------------------------------------------- | ---- | ------------------- |
| «The One» (Jon Jupiter при участии Dax)                           | 2017 | внеальбомные синглы |
| «Checks» (Millian при участии Dax)                                | 2017 | внеальбомные синглы |
| «Thank God» (Alectra при участии Dax)                             | 2018 | внеальбомные синглы |
| «Ain’t Ready for Us» (James Zoudy при участии Dax)                | 2018 | внеальбомные синглы |
| «Believe» (DizzyEight при участии Dax и Ali Tomineek)             | 2018 | внеальбомные синглы |
| «Dedicated» (The Jackal при участии Dax)                          | 2018 | внеальбомные синглы |
| «On My Feet» (Bizkit при участии Dax, Roshon и Wav3pop)           | 2018 | внеальбомные синглы |
| «Set Off» (HipaGriff при участии Dax и Yung Swift)                | 2018 | внеальбомные синглы |
| «Highlight» (Kanino при участии Dax и Stitches)                   | 2018 | внеальбомные синглы |
| «Situations» (Pretty Russelll при участии Dax)                    | 2018 | внеальбомные синглы |
| «Trilla (Halloween)» (Fendi Frost при участии Dax)                | 2018 | внеальбомные синглы |
| «Unforgivable» (Deji при участии Jallow, Dax и Crypt)             | 2018 | внеальбомные синглы |
| «Dream Chaser» (Scru Face Jean при участии Dax)                   | 2019 | внеальбомные синглы |
| «Don’t Fold» (Nix при участии Dax)                                | 2019 | внеальбомные синглы |
| «Four Horsemen» (Crypt при участии Quadeca, Dax и Scru Face Jean) | 2019 | внеальбомные синглы |
| «War!» (Quadeca при участии Dax)                                  | 2019 | Voice Memos         |
| «MAGA» (PeacefulPinder при участии Dax и Mica)                    | 2019 | внеальбомные синглы |
| «Perspective» (AlfhaSam при участии Luix и Dax)                   | 2019 | внеальбомные синглы |
| «Deadly Combination» (Crazy Peppsta при участии Dax)              | 2019 | внеальбомные синглы |
| «Man Down» (CHVSE при участии Dax и PFV)                          | 2019 | внеальбомные синглы |
| «Feel It in My Veins» (BigNik при участии Dax)                    | 2019 | внеальбомные синглы |
| «Another Day» (T. Chandy при участии Dax)                         | 2019 | внеальбомные синглы |
| «Everything» (Enkay47 при участии Dax)                            | 2019 | внеальбомные синглы |
| «I Been That» (EMIWAY BANTAI при участии Dax)                     | 2019 | внеальбомные синглы |

## Награды и номинации
| Год  | Церемония | Категория                              | Работа         | Результат | Прим.  |
| ---- | --------- | -------------------------------------- | -------------- | --------- | ------ |
| 2023 | CCMA      | Выдающийся артист или группа года      | н/д            | Номинация | [ 24 ] |
| 2023 | CCMA      | Самый продаваемый канадский сингл года | «Dear Alcohol» | Победа    | [ 25 ] |
| 2024 | CCMA      | Выдающийся артист или группа года      | н/д            | Ожидается | [ 26 ] |

### Комментарии
1. ↑  «Propaganda» не попал в чарт Hot R&B/Hip-Hop Songs, но достиг высшей позиции под номером 15 в чарте R&B/Hip-Hop Digital Song Sales.[21]